# Клошань
Клошань, Клошані (рум. Cloșani) — село у повіті Горж в Румунії. Входить до складу комуни Падеш.
Село розташоване на відстані 269 км на захід від Бухареста, 37 км на захід від Тиргу-Жіу, 144 км на південний схід від Тімішоари, 115 км на північний захід від Крайови.

## Населення
За даними перепису населення 2002 року у селі проживали 1111 осіб, усі — румуни. Усі жителі села рідною мовою назвали румунську.